# Київські ієрархи
Київські ієрархи - загальний перелік київських єпископів, архієпископів, митрополитів і патріархів.

Від самого виникнення Київської митрополії і до середини 15 ст. київські ієрархи були предстоятелями Руської православної церкви, що перебувала на той час у канонічній юрисдикції константинопольського патріарха (див. Константинопольський патріархат). Перші митрополити київські перебували в єдності з Вселенською Церквою і, як правило, прибували до Києва після хіротонії в Константинополі.
Різні джерела містять дещо відмінні одні від одних фактичні дані про київських ієрархів цього і наступного періодів. Загальний перелік їхніх імен, із вказівкою посад, найбільш імовірних дат хіротонізації тощо (для кожного з них число таких відомостей може бути неоднаковим), є таким:

1) Феофілакт (вступив на каф-ру в кін. 980-х рр., імовірно 988, залишив – перед 1018);

2) Іоанн І (став митрополитом перед 1018; залишив каф-ру перед 1030; див. Іоанн І);

3) Феопемпт (став митрополитом, імовірно, бл. 1035; займав каф-ру до 1040-х рр.);

4) Іларіон (рукопокладений із ієромонахів церкви св. Апостолів у с. Берестове; був обраний собором руських єпископів, посвячений і настолований у Софійському соборі в Києві, займав посаду митрополита з 1051 до 1054; див. Іларіон).

## Після розколу 1054
Після розколу 1054 Вселенської Церкви на римо-католицьку та православну в Києві митрополичу кафедру займали:

5) Єфрем (згадується у джерелах від 1054/55 до бл. 1065);

6) Георгій (згадується бл. 1065 – бл. 1076);

7) Іоанн II (Продром; згадується як митрополит не пізніше 1076/ 1077 – помер після серп. 1089; див. Іоанн ІІ);

8) Іоанн III (прибув до Києва влітку 1090, помер перед 14 серп. 1091; див. Іоанн ІІІ);

9) Миколай (згадується бл. 1093 – помер раніше 1104);

10) Никифор І (прибув до Києва 18 груд. 1104, помер у квіт. 1121);

11) Микита (прибув до Києва 15 жовт. 1122, помер 9 берез. 1126);

12) Михаїл І (прибув до Києва 1130, помер 1145);

13) Климент Смолятич (хіротонія 27 лип. 1147, згадується як митрополит на поч. 1155; див. Климент Смолятич);

14) Константин І (прибув до Києва 1156, помер 1158, за ін. даними 1159; див. Константин І);

15) Федір (прибув до Києва в серп. 1160, згадується як митрополит до черв. 1163);

16) Іоанн IV (прибув до Києва навесні 1164, помер 1166; див. Іоанн IV);

17) Константин II (прибув до Києва 1167, помер 1169, за ін. даними 1170; див. Константин ІІ);

18) Михаїл II (згадується як митрополит весною 1171);

19) Никифор II (згадується перед 1183 – помер після 1201);

20) Матвій (згадується перед 1210 – 19 серп. 1220);

21) Кирило І (згадується 1224/25, помер улітку 1233; див. Кирило І);

22) Йосиф (прибув до Києва 1236, імовірно, загинув 1240).

## Після монголо-татарської навали
Після монголо-татарської навали К.і. титулувалися "Митрополит Київський і всієї Русі":

1) Кирило  (згадується 1242/1247 – 27 листоп. 1281; див. Кирило II в ЕІУ);

2) Максим (прибув на Русь 1283, помер 6 груд. 1305, переніс резиденцію до м. Владимир на Клязьмі, нині м. Владимир, РФ);

3) Петро Волинянин (хіротонія 1308, помер 21 груд. 1326, похований у Москві; канонізований РПЦ);

4) Феогност (за походженням грек, прибув на Русь 1328, помер 11 березня 1353; канонізований РПЦ);

5) Алексій (в миру – Бяконт Єлевферій Федорович, єпископ Владимирський і Суздальський; рукопокладений 30 черв. 1354, помер 12 лют. 1378; канонізований РПЦ);

6) Кипріан (за походженням серб, рукопокладений 2 груд. 1375, до смерті митрополита Алексія перебував у Києві, з 1381 – у Москві, 1382 вигнаний з Москви і перебував у Києві, від 6 берез. 1390 вдруге в Москві, помер 16 верес. 1406; канонізований РПЦ; див. Кипріян);

7) Михаїл (Митяй; наречений митрополит з 1378, не рукопокладений, помер 1379).

## З 14 століття і до 1622
Хронологія київ. митрополитів, починаючи з 14 ст. і до 1622, на сьогодні з'ясована найгірше. Із серед. 14 ст. було два митрополити: один у Галичині (у 12–16 ст. там був центр окремої Галицької єпархії, згодом Львівської та Кам'янець-Подільської), другий – у Москві:

8) Пимон (архімандрит Горицького монастиря у Переславлі-Залєському, рукопокладений 1380, прийнятий у Москві 1382, взимку 1384/85 посли константиноп. патріарха скинули його з митрополичої кафедри, усунення підтвердив константиноп. патріарх наприкінці 1387 – поч. 1388, помер 11 верес. 1389);

9) Діонісій (архієпископ Суздальський, рукопокладений 1384, помер 15 жовт. 1385 в Києві);

10) Фотій (за походженням грек, рукопокладений 1 верес. 1408, прибув на Русь 1409, помер 2 лип. 1431; канонізований РПЦ);

11) Григорій (у миру – Цамблак Гавриїл, митрополит Волино-Литовський, рукопокладений 15 листоп. 1415, помер 1419; див. Цамблак);

12) Герасим (єпископ Смоленський, рукопокладений 1433, помер 1435, був спалений литов. кн. Свидригайлом);

13) Ісидор (за походженням грек, рукопокладений 1436, прибув на Русь у квіт. 1437, утік з Москви до Литви, 15 верес. 1441 прибув до Риму, де 1463 й помер; див. Ісидор);

14) Іона (Одноушев, наречений митрополит з 1442/43, рукопокладений 15 груд. 1448, останній моск. митрополит, який підписувався "Митрополит Київський і всієї Русі", після нього Моск. митрополія виділилася в окремий церк. організм, а її митрополити стали титулуватися "Митрополит Московський і всієї Русі", помер 31 берез. 1461; канонізований РПЦ; див. Іона). У наступні роки митрополитами були:

15) Григорій Болгарин (рукопокладений 1458, помер 1472; див. Григорій Болгарин в ЕІУ);

16) Мисаїл (Друцький, єпископ Смоленський, займав митрополичу кафедру з 1474, помер 1477);

17) Спиридон (рукопокладений 1476, не прийнятий ні у Великому князівстві Литовському, ні в Москві, помер 1503 у Ферапонтовому монастирі);

18) Симеон (згадується 1477, помер 1488).

### Митрополит Київський, Галицький і всієї Русі
Від 1481/82 митрополит Київський став титулуватися "Митрополит Київський, Галицький і всієї Русі". У цей період київ. митрополитами були:

19) Іона (Глезна, рукопокладений, імовірно, 1482, згадується у 1492; див. Іона І);

20) Макарій (архімандрит Віленського Свято-Троїцького монастиря, рукопокладений 1495, убитий 1 трав. 1497; канонізований РПЦ; див. Макарій I);

21) Йосиф (Солтан, єпископ Смоленський, рукопокладений 1 трав. 1500, помер 1519; див. Йосиф II в ЕІУ);

22) Іона (архімандрит Віленсько-Вознесенського монастиря, рукопокладений 1520, помер 1526);

23) Йосиф (Русин, єпископ Полоцький, переведений до Києва 1526, помер 1535; див. Йосиф III);

24) Макарій (Москвитянин, рукопокладений 1535, помер 1555; Макарій II);

25) Сильвестр (у миру – Белкевич Стефан Андрійович, архімандрит Віленського Свято-Троїцького монастиря, рукопокладений 1556, помер 1568);

26) Іона (у миру – Протасевич-Островський, єпископ Туровсько-Пінський, рукопокладений 1568, помер 1577);

27) Ілля (у миру – Куча, рукопокладений 23 верес. 1576, помер 1579; див. Ілля Куча);

28) Онисифор (у миру – Дівочка, рукопокладений 27 лют. 1583, відлучений 1588);

29) Михаїл (у миру – Рогоза, архімандрит Свято-Троїцького Слуцького монастиря, рукопокладений 27 лип. 1589, помер у верес. 1599; див. Рогоза). Після укладання Берестейської церковної унії 1596 з жовт. цього ж року до 9 жовт. 1620 у Києві існувала лише унійна митрополія. У цей час митрополичу кафедру займав –

30) Іпатій (в миру – Поцій (Потій) Адам, єпископ Володимиро-Волинський, греко-катол. митрополит Київський і Галицький, затверджений 1599, помер 8 лип. 1613; див. Потій).

## Від 1622
Від 1622 митрополитами Київськими, екзархами Константинопольського престолу були:

31) Іов (у миру – Борецький Іван Матвійович, ігумен Києво-Михайлівського Золотоверхого монастиря, рукопокладений 9 жовт. 1620, помер 12(2) берез. 1631; див. Іов Борецький);

32) Ісайя (у миру – Копинський, архієпископ Смоленський, обраний 1631, зведений 1633; див. Ісайя Копинський);

33) Петро (у миру – Могила Петро Симеонович, архімандрит Києво-Печерської лаври, рукопокладений 8 квіт. 1633, помер 31 груд. (в ніч на 1 січня 1647); див. Могила);

34) Сильвестр (у миру – Косів (Косов) Сильвестр-Адам, єпископ Оршанський, Мстиславський та Могильовський, керував митрополією з 25 лют. 1647, помер 13 квіт. 1667; див. Косов);

35) Діонісій (у миру – Балабан, єпископ Луцький, займав кафедру з кінця 1657, помер 1663; див. Діонісій Балабан);

36) Йосиф (у миру – Нелюбович-Тукальський, єпископ Могилівський, Мстиславський та Оршанський, керував митрополією з 1664, помер 26 лип. 1676; див. Йосиф Нелюбович-Тукальський);

37) Антоній (у миру – Вінницький, єпископ Перемишльський, керував митрополією з 1679).

## У складі РПЦ
Перейшовши під канонічну юрисдикцію Московського патріархату (з 1721 – Найсвятіший Синод; див. Синод), Київська православна церква 1685 увійшла до складу РПЦ, зберігаючи тривалий час місцеві особливості. Митрополія перетворилася на єпархію. До 1797 київ. митрополит керував монастирями й парафіяльними церквами за тодішнім держ. кордоном, включаючи Віленський Святого Духа монастир та польську православну церкву у Варшаві (варшавську капеланію). У Лівобережній Україні Київ. митрополія охоплювала землі пізніших Полтавської та значну частину Чернігівської єпархій. Протягом 18 ст. різні частини Київ. митрополії перейшли до Переяславської, Слов'янської та Херсонської єпархій і на 1785 її кордони стали збігатися з кордонами Київського намісництва. Адміністративно-територіальний принцип управління зберігався й надалі. 1700 було утворено Переяславсько-Бориспільське вікаріатство (перший єпископ – Захарій (Корнилович; 1700–15), існувало до Амфілохія (Леонтовича), 1795–99), 1799 – Чигиринське вікаріатство (перший єпископ – Феофан (Шиянов-Чернявський)) з осідком у Київському Свято-Михайлівському Золотоверхому монастирі, 1874 – Уманське вікаріатство (перший єпископ – Філарет (Філаретов)) в Київському Братському Богоявленському монастирі, 1884 – Канівське (перший єпископ – Сильвестр (Малеванський)).

## Митрополит Київський, Галицький та всієї Малої Росії
Від 1688 київ. митрополити титулувалися "Митрополит Київський, Галицький та всієї Малої Росії". Цей титул мали:

1) Гедеон (у миру – Святополк, кн. Четвертинський, єпископ Луцький, рукопокладений 8 листоп. 1685 у Москві, помер 5 квіт. 1690;

2) Варлаам (у миру – Ясинський, архімандрит Києво-Печерської лаври, рукопокладений 31 серп. 1690, помер 22 серп. 1707; див. Ясинський);

3) Йоасаф (у миру – Кроковський Олександр, архімандрит Києво–Печерської лаври, рукопокладений 15 серп. 1708, помер 1 лип. 1718; див. Кроковський);

4) Варлаам (у миру – Ванатович Василь, архімандрит Тихвінський, рукопокладений 14 трав. 1722, 20 листоп. 1730 позбавлений сану, засланий до Кирило-Бєлозєрського монастиря, помер 1751; див. Ванатович);

5) Рафаїл (у миру – Заборовський Михайло, єпископ Псковський і Нарвський, з 13 квіт. 1731 возведений у сан архієпископа, 16 черв. 1743 в сані митрополита, помер 22 жовт. 1747; див. Заборовський);

6) Тимофій (у миру – Щербацький Тихон, архімандрит Києво-Печерської лаври, рукопокладений 10 берез. 1748, 22 жовт. 1757 переведений до Москви);

7) Арсеній (у миру – Могилянський Олексій, архієпископ Переяславський, рукопокладений 22 жовт. 1757, помер 8 черв. 1770).
Указом імп. Катерини II від 2 квіт. 1767 з титулу "Митрополит Київський, Галицький і всієї Малої Росії" вилучені слова "і всієї Малої Росії".

## Митрополити Київські і Галицькі
Митрополитами Київськими і Галицькими, окрім Арсенія, були:

1) Гавриїл (у миру – Кременецький Гавриїл Федорович, н. 1707, переведений із Санкт-Петербурзької каф-ри, з 22 верес. 1770 у сані митрополита, помер 8 серп. 1783);

2) Самуїл (у миру – Миславський Семен Григорович, н. 24 трав. 1731, єпископ Ростовський і Ярославський, з 22 верес. 1783 у сані митрополита, помер 5 січня 1796; див. Миславський).

### Митрополит Київський, Галицький і архімандрит Києво-Печерської Лаври
10 квітня 1786 до титулу "Митрополит Київський і Галицький" додано слова "і архімандрит Києво-Печерської Лаври". Цей титул мали:

3) Ієрофей (у миру – Малицький Іоаникій, н. 1727, єпископ Чернігівський і Ніжинський, з 1 квіт. 1796 у сані митрополита, помер 2 верес. 1799);

4) Гавриїл (у миру – Банулеско-Бодоні Григорій Григорович, н. 1746, єпископ Катеринославський і Херсонесько-Таврійський, з 29 верес. 1799 в сані митрополита, помер 11 квіт. (30 берез.) 1821; див. Банулеско-Бодоні);

5) Серапіон (у миру – Александровський, н. 22 лип. 1747, переведений з Казанської каф-ри, з 11 груд. 1803 в сані митрополита, 24 січ. 1822 звільнений на спокій, помер 14 верес. 1824);

6) Євгеній (у миру – Болховітінов Євфимій Олексійович, н. 29 груд. 1767, єпископ Псковський, з 24 січ. 1822 в сані митрополита – помер 7 берез. (23 лют.) 1837; див. Болховітінов);

7) Філарет (у схимі, з 1841, Феодосій, у миру – Амфітеатров Федір Георгійович, н. 17 квіт. 1779, переведений з Ярославської каф-ри, з 18 квіт. 1837 в сані митрополита, помер 21 груд. 1857, канонізований РПЦ);

8) Ісидор (у миру – Нікольський Яків Сергійович, н. 1 жовт. 1799, екзарх Грузії, з 1 берез. 1858 в сані митрополита, 1 лип. 1860 переведений до Новгородської каф-ри, помер 7 верес. 1892);

9) Арсеній (у миру – Москвін Федір Павлович, р. н. невід., переведений з Варшави, керував кафедрою з 1 лип. 1860, помер 28 квіт. 1876);

10) Філофей (у миру – Успенський Тимофій Григорович, н. 15 січ. 1808, переведений з Санкт-Петербурзької каф-ри, з 5 трав. 1876 у сані митрополита, помер 29 січ. 1882);

11) Платон (у миру – Городецький Микола Іванович, н. 2 трав. 1803, переведений з Херсонської та Одеської каф-ри, з 4 лют. 1882 в сані митрополита, помер 1 жовт. 1891);

12) Іоаникій (у миру – Руднєв Іоанн, н. 20 лют. 1826, з 17 листоп. 1891 у сані митрополита, помер 7 черв. 1900);

13) Сильвестр (у миру – Мальованський Стефан Васильович, н. 10 січ. 1828, керував каф-рою з 7 черв. до 13 серп. 1900, помер 12 листоп. 1908);

14) Феогност (у миру – Лебедєв Георгій Іванович, н. 1830, з 13 серп. 1900 в сані митрополита, помер 21 січ. 1903);

15) Флавіан (у миру – Городецький Микола Миколайович, н. 26 лип. 1840, з січ. 1903 в сані митрополита, помер 4 листоп. 1915; див. Флавіан).

## Становлення української державності
На період становлення української державності припадає діяльність трьох осіб: 16) Володимира (священномученик, у миру – Богоявленський Василій Никифорович, н. 1 січ. 1848, з 23 листоп. 1915 в сані митрополита, убитий 24 січ. 1918);

17) Антонія (у миру – Храповицький Олексій Павлович, н. 30(17) берез. 1863, з 17 трав. 1918 у сані митрополита, усунений 1919, помер 10 серп. 1936; див. Антоній);

18) Назарія (архієпископ, у миру – Блінов Микола Михайлович, н. 24 січ. 1852, керував каф-рою з 1919 до 1921, р. с. невід.).

## Після падіння української державності
Після падіння української державності – за рад. влади замість однієї церкви постало кілька нових церков зі своїми ієрархами. Так, у Києві 1917–37 діяло 8 ієрархів Старослов'янської церкви, 1921–34 – 4 ієрархи Української автокефальної православної церкви (УАПЦ), 1923–37 – 5 ієрархів Обновленської церкви (див. Обновленство). Всі вони були знищені.
Згідно з постановою патріарха Тихона, Священного Синоду й Вищої церковної ради від 20 листопада 1920 з приводу самоуправління єпархій на випадок відсутності зв'язку з вищим церковним керівництвом, протягом 1920–30-х рр. кількість єпископських кафедр у СРСР збільшилася до 66. Київською єпархією в цей час керували (окремі відомості про строки керівництва не є точними):

19) Михаїл (у миру – Єрмаков Василій Федорович, н. 31 черв. 1862, перший раз очолював єпархію з 1921 по 1924; вдруге – у сані митрополита Київського, екзарха України з 1927, помер 17 берез. 1929);

20) Георгій (у миру – Делієв Спиридон Георгійович, н. 11 груд. 1878, єпископ Таращанський, очолював єпархію з 1923 до 1930, помер 1937);

21) Димитрій (у миру – Вербицький Максим Андрійович, н. 4 серп. 1869, архієпископ, очолював єпархію з 1930 до 1932, помер 1 лют. 1932 у Києві);

22) Сергій (у миру – Гришин Олексій, н. 12 лют. 1889, архієпископ, очолював єпархію з 1932 до 1934, помер у жовт. 1943);

23) Костянтин (у миру – Дьяков Костянтин Григорович, н. 21 трав. 1871, у сані митрополита з 1935 до 1937, помер 23 жовт. 1938);

24) Олександр (у миру – Петровський Олександр Феофілович, н. 23 серп. 1851, архієпископ, тимчасово управляв єпархією з 1937 до 1938, помер 12 трав. 1940);

25) Миколай (у миру – Ярушевич Борис Дорофійович, н. 31 груд. 1891, архієпископ, у сані митрополита з 15 лип. 1941 до лют. 1942, помер 13 груд. 1961).
До 1927 митрополити УАПЦ титулувалися "Митрополит Київський і всієї України", 1927–34 – "Митрополит Харківський і всієї України". До 1927 митрополит мав одного заступника, 1927–30 – двох. У цей час митрополитами УАПЦ були:

1) Василь Липківський (н. 20(7) берез. 1864, очолював церкву з 1921 по 1927, розстріляний 27 листоп. 1937; див. В.Липківський);

2) Микола Борецький (н. 19(6) груд. 1879, очолював церкву з 1927 до 1930, архієпископ Харківський з 1930 до 1934, р. с. невід.; див. М.Борецький)

3) Іван Павловський (н. 20 трав. 1890, очолював церкву з 1934 до 1936, помер, ймовірно, 1938).
Заст. митрополита Василя Липківського був архієпископ Нестор Шараївський (1921–27), першим заст. Миколи Борецького – архієпископ Йосиф Оксіюк (1927–30), другим – архієпископ Костянтин Малюшкевич (1927–30). Окремих ієрархів обирали для київ. міської та київ. сільської округ (до складу останньої входила Переяславщина). Київ. міськ. округою керував митрополит Василь Липківський, сільською – Нестор Шараївський. 27 листоп. 1921 для управління Київ. повітом був висвячений єпископ Григорій Стороженко, керував справами повіту до 1925, потім відійшов від праці в церкві.
Київ. ієрархами Обновленської церкви були:

1) Тихон (у миру – Василевський Микола, н. 1 трав. 1867, митрополит Київський і всієї України з 1923 до 1924, помер 17 лип. 1926);

2) Інокентій (у миру – Пустинський Олександр, н. 1869, митрополит Київський і Галицький з 1924 до 1929, помер 1942);

3) Ювеналій (у миру – Машковський, н. 15 листоп. 1883, очолював церкву з 1928 до 1929, помер не раніше 1943);

4) Пимон (у миру – Пєгов Павло Григорович, н. 26 жовт. 1875, митрополит Київський і всієї України з 1934 до 1935, помер 1942);

5) Олександр (у миру – Чекановський Олексій Іванович, н. 1881, очолював церкву з 1935 до 14 груд. 1937, помер 1939).
У роки Великої вітчизняної війни Радянського Союзу 1941–1945 у Києві діяли УАПЦ та Автономна православна церква в Україні.
УАПЦ тоді управляв Полікарп (у миру – Петро Дмитрович Сікорський, н. 20 черв. 1875, з 24 груд. 1941 до січ. 1944 був тимчасовим адміністратором церкви, з трав. 1942 – митрополит, помер 22 жовт. 1953).
Київ. каф-ру Автономної церкви займали:

1) Олексій (у миру – Громадський, н. 1882, очолював кафедру з 16 лип. 1941 до 7 трав. 1943, помер 7 трав. 1943; див. Громадський);

2) Пантелеймон (у миру – Рудик Петро, н. 16 черв. 1898, очолював кафедру з черв. 1943 до лип. 1944, помер не раніше 1959).

## Після відновлення патріаршества в РПЦ
Після відновлення патріаршества в РПЦ К.і. з 1944 до 1990 титулувалися "Митрополит Київський і Галицький, Екзарх України". Цей титул мали:

1) Іоанн (у миру – Соколов Іван Олександрович, н. 1 січ. 1877, рукопокладений на єпископа Орехово-Зуєвського 29 верес. 1928, у сані митрополита з 12 лют. 1944 до 30 берез. 1964, помер 29 берез. 1968);

2) Йоасаф (у миру – Лелюхін Віталій Михайлович, н. 28 квіт. 1903, рукопокладений на єпископа Сумського і Охтирського 17 серп. 1958, у сані митрополита з 30 берез. 1964 до 5 лют. 1965, помер 24 квіт. 1966);

3) Аліпій (у миру – Хотовицький Антоній Антонович, н. 17 листоп. 1901, рукопокладений на єпископа Полтавського і Кременчуцького 15 черв. 1958, архієпископ, виконувач обов'язків керуючого митрополією з квіт. до трав. 1966, помер 30 трав. 1977);

4) Філарет (у миру – Денисенко Михайло Андрійович, н. 28 січ. 1929, рукопокладений на єпископа Лузького 4 лют. 1962, з 14 трав. 1966 архієпископ Київський і Галицький, з 25 лют. 1968 в сані митрополита, згідно з рішенням Архієрейського собору РПЦ 25–27 жовт. 1990, одержав для УПЦ самостійність в управлінні з вилученням слів "Український Екзархат" і зміною титулу на "Блаженніший митрополит Київський і всієї України". Архієрейський собор РПЦ 11 черв. 1992 позбавив його всіх наданих йому РПЦ церк. санів; див. Філарет).
Від 27 трав. 1992 підпорядкованим Моск. патріархатові предстоятелем УПЦ є Володимир (у миру – Сабодан Віктор Маркіянович, н. 23 листоп. 1935, рукопокладений на єпископа Звенигородського 9 лип. 1966; див. Володимир).
УАПЦ та УПЦ КП керували:

1) Мстислав (у миру – Скрипник Степан Іванович, н. 10 квіт. 1898, титулувався "Патріарх Київський і всієї України", на Соборі УАПЦ 5–6 черв. 1990 обраний патріархом (інтронізація 16 листоп. 1990), після утворення Української православної церкви Київського патріархату проголошений патріархом цієї церкви, зберіг структуру УАПЦ, де також лишався патріархом, помер 11 черв. 1993; див. Мстислав),

2) Володимир (у миру – Романюк Василь Омелянович, н. 9 груд. 1925, з червня 1993 патріарх Київський і всієї Руси-України УАПЦ, після смерті патріарха Мстислава 14 черв. 1993 обраний Місцеблюстителем патріаршого престолу з возведенням у сан митрополита, на Всеукр. православ. соборі 21 жовт. 1993 обраний патріархом, інтронізація відбулася 24 жовт. 1993 у Софійському соборі у Києві, помер 14 лип. 1995; див. Володимир).
На Соборі УПЦ КП 22 жовт. 1995 патріархом Київським і всієї Руси-України УПЦ КП обрано Філарета (Денисенка).
Після смерті патріарха УАПЦ Мстислава патріархом церкви став Димитрій (у миру – Ярема Володимир Васильович, н. 9 груд. 1915, рукопокладений на єпископа Переяславського і Січеславського 5 верес. 1993, з 7 вересня 1993 патріарх, помер 25 лют. 2000; див. Димитрій).
Від 14 верес. 2000 в сані митрополита УАПЦ очолює Мефодій (у миру – Кудряков Валерій, н. 11 берез. 1949, рукопокладений на єпископа Хмельницького і Кам'янець-Подільського УПЦ КП у трав. 1995, з 10 листоп. 1998 і до обрання предстоятелем – єпископ Тернопільський і Подільський УАПЦ).